# Papi Lajos
Papi Lajos (Kisújszállás, 1921. szeptember 7. – Karcag, 1987. február 10.) ács, népművelő, szobrász.

## Élete
Papi Lajost vasúti ács édesapja és korábban cseléd, majd háztartásbeli édesanyja  négy testvérével együtt nevelte. Az elemi iskola után ácsnak és kőművesnek tanult, a mesterség fortélyait édesapjától is elsajátítva e szakmákban kapott munkát. 1941–42-ben a Szeretfalva–Déda vasútvonal építésén dolgozott. 1942. október 1-től katonai szolgálatot teljesített. 1945. március 28-tól 1948. november 14-ig hadifogságban volt, 1945. május 10-től Szaratovban, majd Sztalinóban (Donyeck) fa- és kőfaragó szobrászként dolgozott. Hazatérése után a MÁV kisújszállási osztálymérnökségén alkalmazták 1949 végéig.  Népművelési előadóként a kisújszállási városi tanácshoz, majd 1951 januárjától agit. prop. titkári beosztásba  a tiszafüredi járási pártbizottsághoz helyezték. A Móricz Zsigmond Népművelési Iskolát (Budapest, Alkony út) 1952-ben végezte el. Utána a Szolnok Megyei Tanács Népművelési Osztályának művészeti csoportvezetője lett 1956 januárjáig. Ezt követően Kisújszálláson élt, mint független szobrászművész, szabadúszó. Sírkövet vésett, plakátokat írt, restaurált, paszpartúzott, rajz szakkört vezetett Kisújszálláson, képzőművészeti kört patronált Túrkevén, alkotótelepen tanított Mezőtúron. Gyakran és szívesen végzett társadalmi munkát. Nyaranta művésztelepeken dolgozott. Kisújszállástól 1974 márciusában műteremlakást kapott, ezt avatták 1987. augusztus 19-én Papi Lajos Alkotóházzá. 65 évesen, 1987. február 10-én a karcagi kórházban halt meg. Portrészobrát, Györfi Sándor alkotását 2004. augusztus 5-én leplezték le az Alkotóház parkjában.

## Családja
Apja idősebb Papi Lajos (1888–1961), anyja B. Fodor Róza (1894–1973). Testvérei: Imre, Rózsika, Albert, Mária. Felesége Bölöni Erzsébet (1923-2014) csipkeverő, gyermekeik: ifjabb Papi Lajos géplakatos, fotóművész (1945-2023), Szőkéné Papi Ágnes (*1950), Tibolné Papi Erzsébet (*1955).

## Munkássága
Apjától – öccsével és húgával együtt – a szép iránti fogékonyságot, a művelődés igényét tanulta, örökölte. A hadifogságban mindezt saját javára fordította, és Kupenko nevű mentora révén tovább gyarapította mesterségbeli tudását. Első jegyzett művét Apám/Apám portréja címmel 1953-ban készítette. Hosszú ideig mostoha körülmények között, művészi közeg és műterem nélkül dolgozott. Nyaranta jelentős művei születtek Hajdúböszörményben, a Tokaji Művésztelepen, a Siklós-Villány Nemzetközi Szobrász Alkotótelepen.  Lengyelországban 1975-ben a Lublin környéki Naleczów fürdőhelyen, 1976-ban a Gdansk közeli Wdzydze etnográfiai parkjában alkotott. Szép szobrokat hagyott hátra és díjakkal tért haza Kisújszállásra.  Leginkább a nyári művésztelepi alkotói légkör éltette, bár odahaza sem nélkülözte művészek, írók, költők, népművelők, egyszóval: kultúrával élő emberek társaságát.
1953-ban vett részt először csoportos kiállításon, első önálló kiállítását 1968-ban rendezte, ezt életében még 48 követte. Az 50. önálló kiállításra a nyíregyházi Váci Mihály Megyei és Városi Művelődési Központban került sor az előző évi, a művész 65. születésnapja tiszteletére rendezett kisújszállási tárlat anyagából. Fontos kiállításai a Szolnoki Galériában voltak.

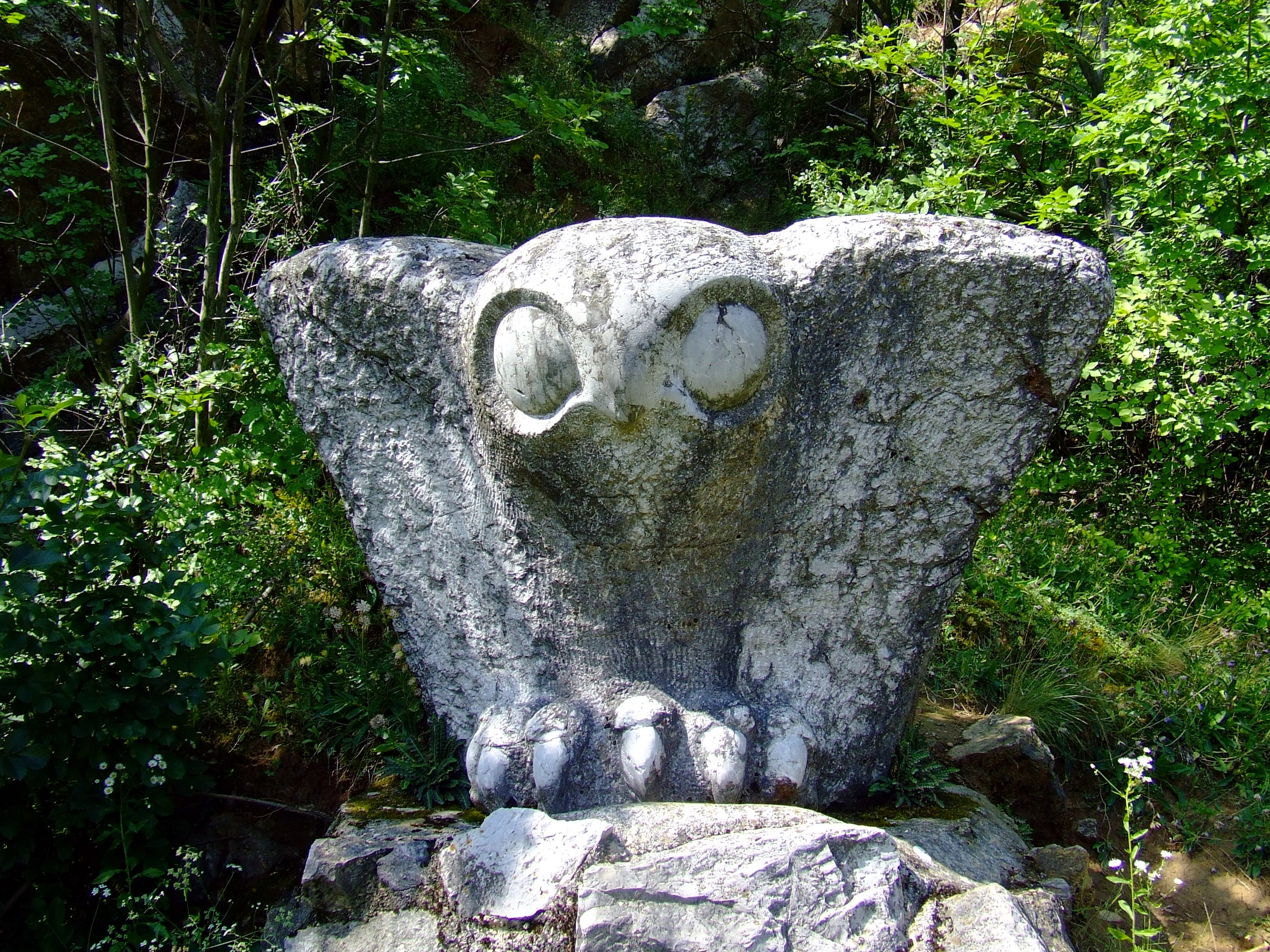
Bagoly
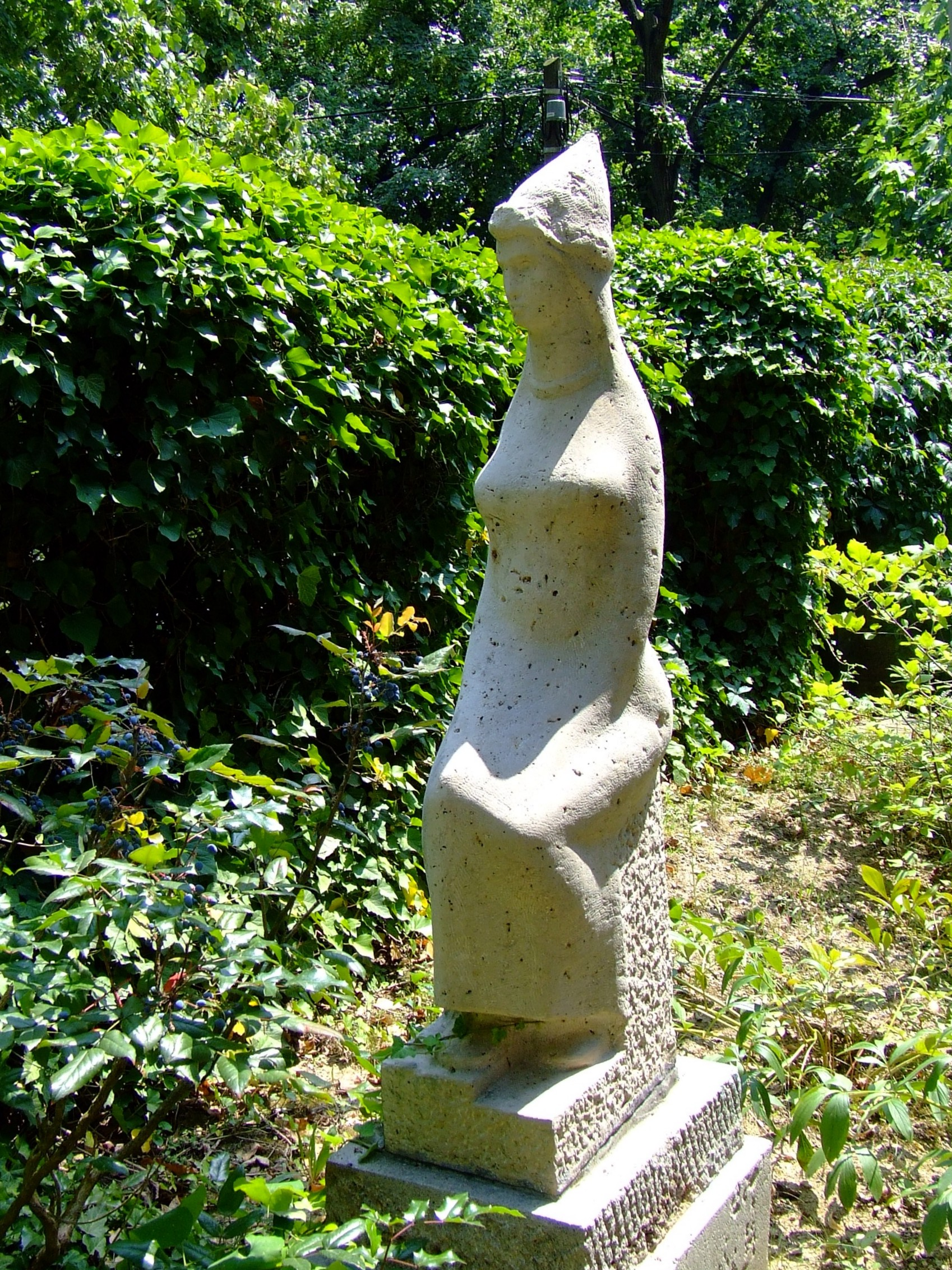
Kötöny unoka

## Díjak, elismerések
- 1968: Káplár Miklós díj ezüst fokozata, Községpolitikai társadalmi munkáért – ezüst fokozat
- 1969: Káplár Miklós díj bronz fokozata,
- 1970: Bocskai Tsz. (Hajdúböszörmény) különdíja,
- 1972: Szakszervezetek Megyei Tanácsa (Szolnok) művészeti díja, Sóstói Nemzetközi Művésztelep (Nyíregyháza) II. díj,
- 1973: Hajdúsági nemzetközi Művésztelep jubileumi emlékérme,
- 1974: Szolnok Megyei Tanács művészeti díja, Sóstói Nemzetközi Művésztelep (Nyíregyháza) II. díj,
- 1976: Naleczów (Lengyelország) művészeti díj,
- 1977: TIT Országos Elnökségének aranykoszorús jelvénye,
- 1979: Siklós-Villányi szobrász szimpózium nívódíja,
- 1980: Naleczów (Lengyelország) művészeti díj, Szolnok Megye Tanácsa nagydíja,
- 1981: Pro Urbe díj, Kisújszállás, Szakszervezetek Megyei Tanácsa (Békés) nívódíja,
- 1985: Társadalmi munkáért arany fokozat,
- 1986: Szocialista Kultúráért miniszteri kitüntetés